# Carl Richard Hagen
Carl Richard Hagen (Chicago, 2 febbraio 1937) è un fisico statunitense, noto principalmente come uno dei teorizzatori del meccanismo di Higgs..

## Biografia
Ha ricevuto il B.S., M.S. e Ph.D. in fisica al MIT. E professore di fisica presso l'Università di Rochester dal 1963.
I suoi interessi di ricerca rientrano nel campo della fisica teorica delle alte energie, principalmente nella teoria quantistica dei campi, ed in particolare nella formulazione e quantizzazione delle teorie di campo di spin elevato nel contesto della relatività galileiana e della relatività speciale.
Ha vinto il premio per l'eccellenza dell'insegnamento del dipartimento di fisica e astronomia dell'Università di Rochester nel 1996e 1999. 
Nel 2010 ha vinto il premio Sakurai dell'American Physical Society per la fisica teorica delle particelle "per la spiegazione delle proprietà di rottura spontanea della simmetria nella teoria di gauge relativistica in quattro dimensioni e del meccanismo per la generazione costante delle masse di bosoni vettoriali".
La rivista Physical Review Letters ha riconosciuto l'articolo scritto con Gerald Guralnik e Tom Kibble in cui viene teorizzato il meccanismo di Higgs (Global Conservation Laws and Massless Particles), come "una pietra miliare della sua storia editoriale".